# 멜니크구

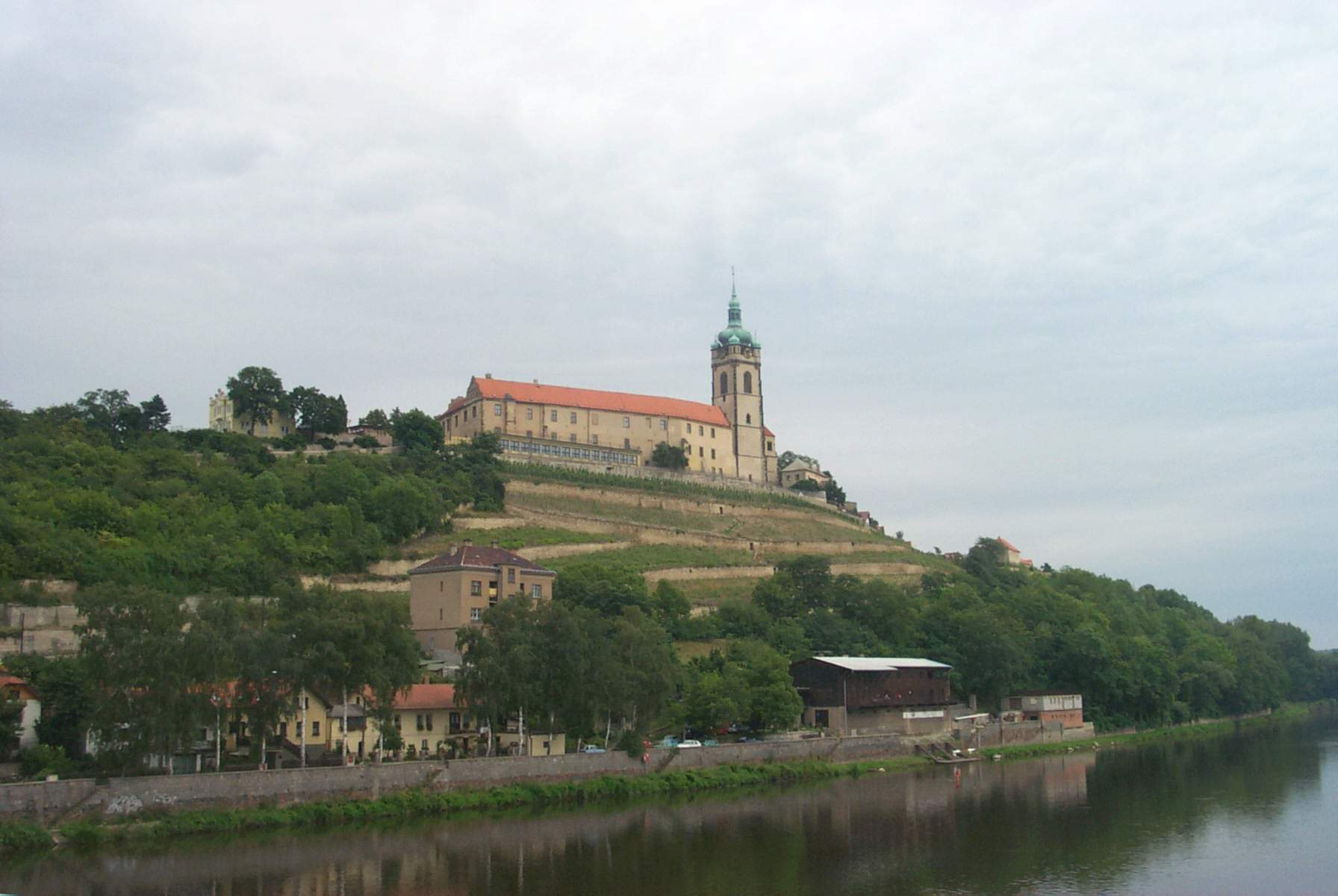
멜니크구의 행정 중심지인 멜니크

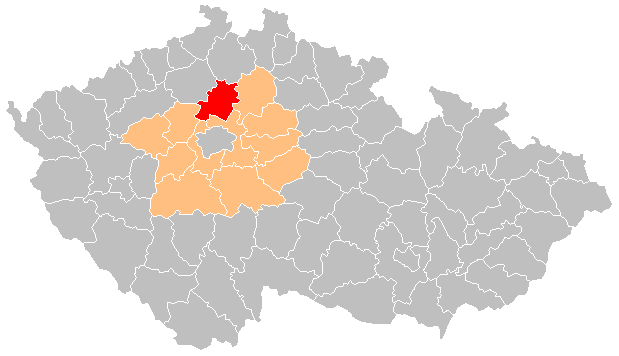
멜니크구의 위치

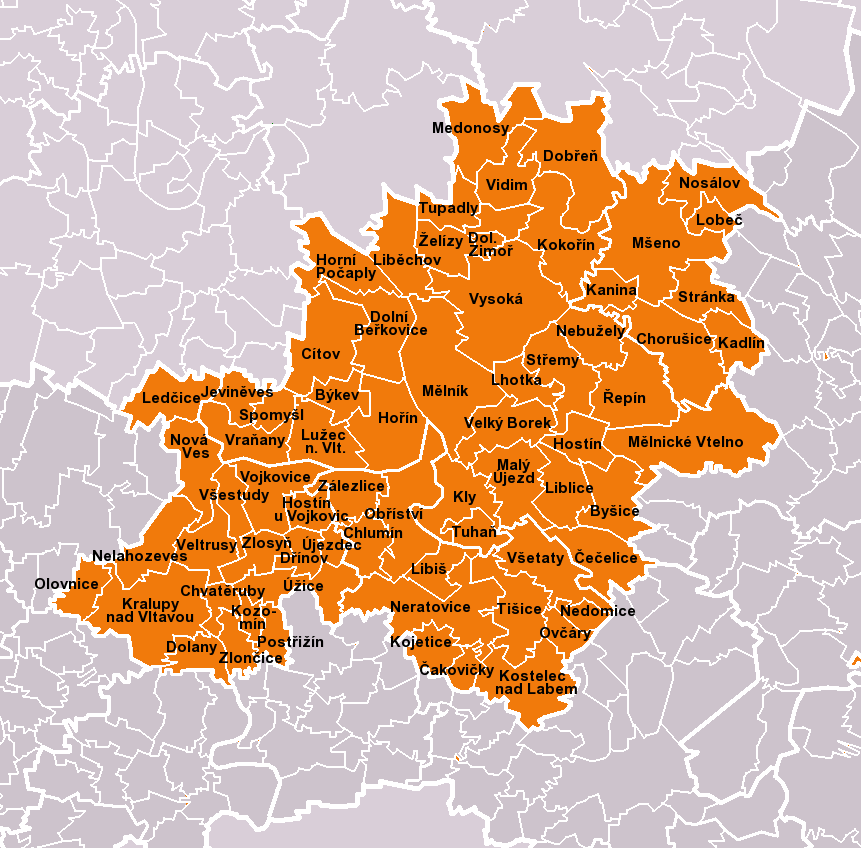
멜니크구가 관할하는 지방 자치체

멜니크구(체코어: Okres Mělník)는 체코 중앙보헤미아주를 구성하는 12개 구 가운데 하나로 행정 중심지는 멜니크이며 면적은 701.08km2, 인구는 108,352명(2019년 1월 1일 기준), 인구 밀도는 150명/km2이다.
중앙보헤미아주 북동부에 위치하며 69개 지방 자치체(8개 시, 61개 마을)를 관할한다. 중앙보헤미아주 믈라다볼레슬라프구, 클라드노구, 동프라하구, 서프라하구, 우스티주 리토메르지체구, 리베레츠주 체스카리파구와 접한다.